# Fylkesvei 240

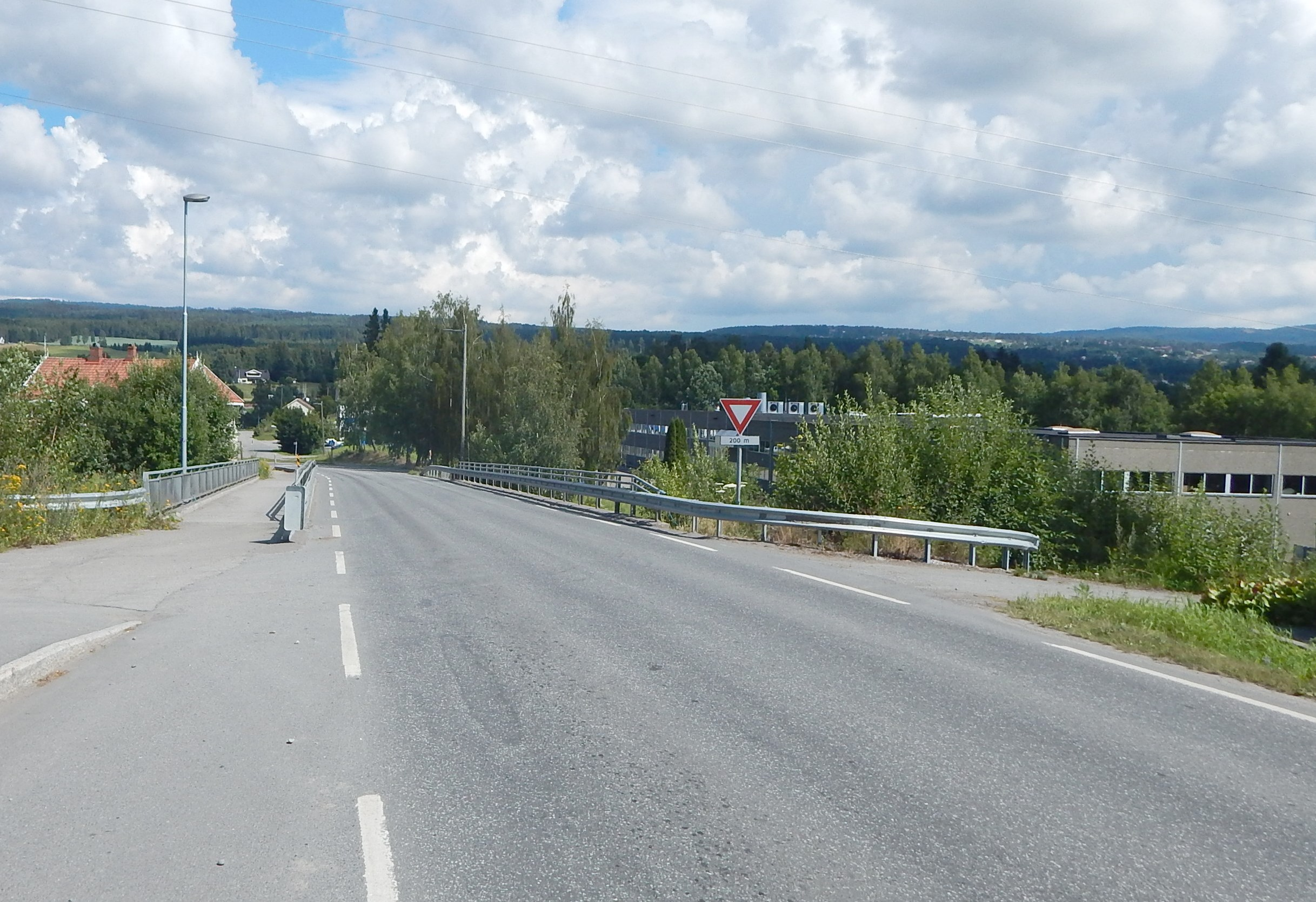
In Brandbu

Der Fylkesvei 240 ist eine kommunale Straße (Fylkesvei) in Innlandet und Akershus (Norwegen) und verbindet die Orte Vangsmølla in der Kommune Jevnaker und Brandbu in der Kommune Gran. Der Weg ist 24,1 km lang.

## Verlauf
Jevnaker
- Fv35 Vangsmølla
- Fv1 von Sløvika über Fv14 nach Kittelsrud (Gran)

Gran
- Fv14 von Stadum über Fv16 nach Sand (Lunner)
- Fv33 von Grymyr nach Gran
- Fv34 von Tingelstad über Fv33 nach Hvattum
- Fv40 von Grinaker nach Røykenvik
- Fv34 Brandbu